# Список политических партий Молдовы
В этой статье перечислены политические партии в Молдавии. Молдавия — Республика Молдова — является демократической республикой с многопартийной системой со смешанной системой выборов. В настоящее время в Молдавии официально зарегистрировано 53 партии.

## Парламентские партии
| Название                       | Название | Название                                                                                  | Аббревиатура | Идеология | Лидер партии     | Руководитель фракции | Численность фракции |
| ------------------------------ | -------- | ----------------------------------------------------------------------------------------- | ------------ | --- | ---------------- | -------------------- | ------------------- |
| Правительство (63)             |          |                                                                                           |              | |                  |                      |                     |
|                                |          | Партия «Действие и солидарность» (рум. Partidul Acțiune și Solidaritate)                  | ПДС          | Социальный либерализм, европеизм | Игорь Гросу      | Михаил Попшой        | 63                  |
| Оппозиция (38)                 |          |                                                                                           |              | |                  |                      |                     |
| Блок коммунистов и социалистов |          | Партия социалистов Республики Молдова (рум. Partidul Socialiștilor din Republica Moldova) | ПСРМ         | Демократический социализм, христианский социализм, социализм XXI века, левый национализм, евроскептицизм, государственность, консерватизм | Игорь Додон      | Влад Батрынча        | 19                  |
| Блок коммунистов и социалистов |          | Партия коммунистов Республики Молдова (рум. Partidul Comuniștilor din Republica Moldova)  | ПКРМ         | Коммунизм, демократический социализм, русофилия                                                                                           | Владимир Воронин | Влад Батрынча        | 8                   |

## Активные внепарламентские партии
- Европейская социал-демократическая партия (Partidul Social Democrat European)
- Платформа «Достоинство и правда» (Partidul Politic „Platforma Demnitate și Adevăr”)
- Партия «Про-Молдова» (Pro Moldova)
- Народная партия Республики Молдова (Partidul Popular din Republica Moldova)
- Партия национального единства (Partidul Unității Naționale)
- Зелёная экологическая партия (Partidul Verde Ecologist)
- Либерал-демократическая партия Молдовы (Partidul Liberal Democrat din Moldova)
- Либеральная партия (Partidul Liberal)
- Народное движение «Антимафия» (Mişcarea Populară Antimafie)
- Национал-либеральная партия (Partidul Naţional Liberal)
- Наша партия (Partidul Nostru)
- Партия Европейские Левые (Partidul Stînga Europeană)
- Партия коллективного действия — Гражданский конгресс (Partidul acțiunii comune — Congresul civic)[2][3]
- Политическая партия «Демократия дома» (Partidul Politic „Democraţia Acasă”)
- Румынская народная партия (Partidul Popular Românesc)
- Союз спасения Бессарабии (Uniunea Salvați Basarabia)

## Другие внепарламентские партии
- Аграрная партия Молдовы (Partidul Agrar din Moldova)
- Движение профессионалов «Speranța-Надежда» (Mișcarea Profesioniştilor „Speranța-Nadejda”)
- Движение ромов Республики Молдова (Mişcarea Romilor din Republica Moldova)
- Движение «Новая сила» (Mişcarea „Forţa Nouă”)
- Партия Сила диаспоры (Partidul „Forța Diasporei”)
- Европейская партия (Partidul European)
- Народно-демократическая партия Молдовы (Partidul Popular Democrat din Moldova)
- Народно-социалистическая партия Молдовы (Partidul Popular Socialist din Moldova)
- Партия «Возрождение» (Partidul „Renaştere”)
- Партия «Воля народа» (Partidul „Voința Poporului”)
- Партия «Демократическое действие» (Partidul Acţiunea Democratică)
- Партия «Дома строим Европу» (Partidul Acasă Construim Europa)
- Партия закона и справедливости (Partidul Legii şi Dreptăţii)
- Партия консерваторов (Partidul Conservator)
- Партия «Новый исторический выбор» (Partidul „Noua Opțiune Istorică”)
- Партия «Патриоты Молдовы» (Partidul „Patrioţii Moldovei”)
- Партия прогрессивного общества (Partidul Societăţii Progresiste)
- Партия регионов Молдовы (Partidul Regiunilor din Moldova)
- Партия «Родина» (Partidul „Patria”)
- Партия Трудящихся (Partidul Oamenilor Muncii)
- Партия «Moldova Unită — Единая Молдова» (Partidul „Moldova Unită — Единая Молдова”)
- Партия «Pentru Neam si Tara (За народ и Отечество)» (Partidul „Pentru Neam şi Ţară”)
- Республиканская партия Молдовы (Partidul Republican din Moldova)
- Русско-славянская партия Молдовы (Partidul Ruso-Slavean din Moldova)
- Социал-демократическая партия (Partidul Social-Democrat)
- Социалистическая партия Молдовы (Partidul Socialist din Moldova)
- Фронт спасения Молдовы (Frontul Salvării Moldovei)
- Христианско-демократическая народная партия (Partidul Popular Creştin Democrat)
- Центристский союз Молдовы (Uniunea Centristă din Moldova)

## Ранее существовавшие партии
- Альянс «Наша Молдова» (Alianţa „Moldova Noastră”, вошло в состав ЛДПМ)
- Социал-либеральная партия (Partidul Social-Liberal, объединилась с ДПМ)
- Партия социальной демократии Молдовы (Partidul Democraţiei Sociale, объединилась с Социал-демократической партией Молдовы)
- Коммунистическая партия реформаторов Молдовы. Основана в 2014 году, участвовала в парламентских выборах 2014 года, набрав 4,92 % голосов. Партию не зарегистрировали на местные выборы 2015 года. Позже, в феврале 2016 года, регистрация партии была отменена молдавским правосудием[4].

## Исторические политические партии
- Национальный патриотический фронт (Partidul Naţional Patriotic)
- Коммунистическая партия Молдовы (Partidul Comunist al Moldovei)
- Бессарабская крестьянская партия (Partidul Ţărănesc din Basarabia)
- Национальная молдавская партия (Partidul Național Moldovenesc)
- Демократическая аграрная партия
- Демократический союз свободы
- Партия свободы (Бессарабия)
- Движение «Гагауз Халкы» (Гагаузия)

## Партийные альянсы
- Альянс за демократию и реформы
- Избирательный блок «Демократическая Молдова»
- Избирательный блок «Родина»
- Альянс за европейскую интеграцию
- Альянс за европейскую интеграцию III
- Политический альянс за европейскую Молдову
- Коалиция проевропейского правления
- Избирательный блок «ACUM Platforma DA și PAS»

## Политические лагеря
Существуют два основных направления:
- прозападное, унионистское и провропейское;
- пророссийское, иногда прокоммунистическое и евроскептическое, часто антиамериканское и частично антилиберальное.

| Политические лагеря | Политические лагеря |
| Прозападный, провропейский | Пророссийский и промолдавский, нередко евроскептически и часто антиамерикански настроенный                                                                          |
| --- | --- |
| Либерал-демократическая партия Молдовы Демократическая партия Молдовы Либеральная партия Европейская народная партия Молдовы Политическая Партия «Платформа Достоинство и Правда» Партия «Действие и солидарность» | Партия коммунистов Республики Молдова Партия социалистов Республики Молдова Наша партия Христианско-демократическая народная партия Социалистическая партия Молдовы |